# Small Diameter Bomb
Die Small Diameter Bomb (kurz SDB, deutsch „Bombe mit geringem Durchmesser“) ist eine präzisionsgelenkte Bombe der US-Streitkräfte. Der NATO-Code lautet GBU-39 Small Diameter Bomb. Nach der GBU-44 Viper Strike ist die SDB die kleinste präzisionsgelenkte Bombe der US-Streitkräfte. Sie befindet sich seit September 2006 im Einsatz.

## Entwicklungsgeschichte

### Wettbewerb
Die Entwicklung einer derartigen Bombe begann Mitte der 1990er Jahre. Das US-Militär suchte nach einer Bombe der 250-Pfund-Klasse (rund 113 kg) mit hoher Zielgenauigkeit, um die Anzahl der Bomben pro Flugzeug und damit der Treffer pro Einsatz erhöhen zu können. Die bis dahin kleinste Präzisionsbombe der US-Streitkräfte war die 1998 eingeführte und doppelt so schwere GBU-38 Joint Direct Attack Munition. Besonders die bei der US-Luftwaffe eingesetzten Stealth-Flugzeuge B-2, F-22 und F-35 sollen von der neuen Waffe profitieren, da sie mehr als die doppelte Menge Bomben im Waffenschacht mitführen könnten, ohne ihren Radarquerschnitt zu erhöhen. Durch den kleineren Sprengkopf ließe sich außerdem der Begleitschaden vermindern.
Die US-Luftwaffe gliederte die Entwicklung der Bombe in zwei Phasen:
- Die SDB I sollte stationäre Ziele bekämpfen können und mittels Global Positioning System und Inertialnavigation ihr Ziel finden. Ein Auslösen aus möglichst großer Entfernung sollte die Gefahr für Flugzeug und Piloten minimieren.
- Die SDB II sollte auch bewegliche Ziele treffen können und dafür mit einem IR-Suchkopf zur selbsttätigen Zielerfassung und einer erweiterten Kommunikationsschnittstelle ausgerüstet werden.

Bis zum Jahr 2001 untersuchte das federführende Air Armament Center auf der Eglin Air Force Base 26 Konzepte einer „smarten“ kleinen Bombe und beauftragte im September 2001 Boeing und Lockheed Martin mit der Entwicklung der Small Diameter Bomb. Zur selben Zeit vergaben die Streitkräfte die Modellbezeichnungen für die neuen Bombenversionen: GBU-39 und GBU-40 für Boeings SDB I bzw. SDB II sowie GBU-41 und GBU-42 für Lockheed Martins SDB I bzw. II. Im Oktober 2003 wurde Boeing schließlich zum Gewinner des Wettbewerbs erklärt und mit der Weiterentwicklung seiner Version beauftragt.

### SDB I

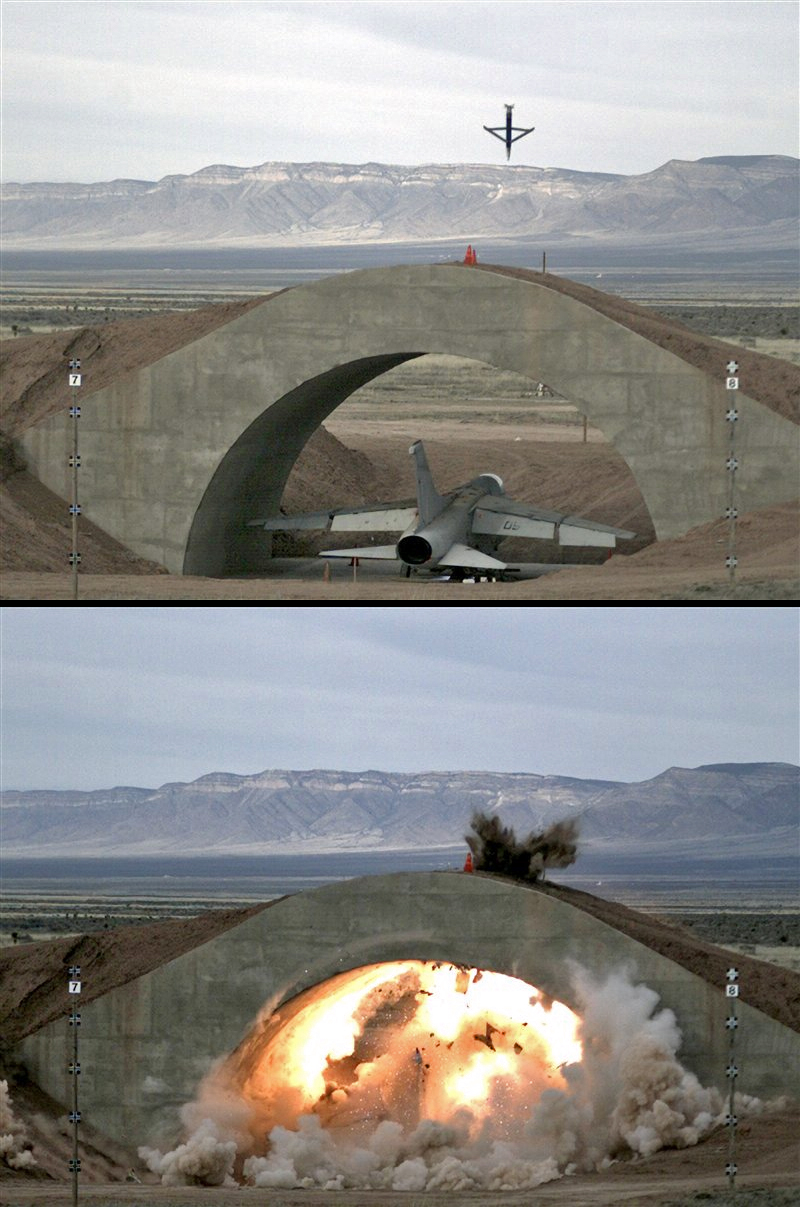
Endanflug und Detonation einer GBU-39 gegen einen gehärteten Flugzeugbunker

Der eigens für das SDB-System entwickelte Waffenträger (BRU-61A) enthält Elektronik zur Ansteuerung der Bomben und pneumatische Bombenauslöser. Er kann vier SDBs aufnehmen und sowohl an Außenlaststationen als auch an Rotationsstartern in Bombenschächten befestigt werden. Grundsätzlich ist die SDB damit kompatibel zu allen Kampfflugzeugen und Bombern der US-Streitkräfte. Nach dem Auslösen entfalten sich Tragflächen und vier Heckflossen, die bei einem Abwurf aus großer Höhe und bei hoher Geschwindigkeit für eine Reichweite von bis über 100 km sorgen. Trotz der geringen Größe hat die Small Diameter Bomb die gleiche Durchschlagskraft wie eine 2000 lbs (907 kg) schwere herkömmliche Bombe, etwa 90 cm bei Stahlbeton.
Als Testplattform der GBU-39 diente die F-15E der US-Luftwaffe. Der Erstflug fand am 25. Februar, der erste gesteuerte Flug 23. Mai 2003 statt, bis Ende 2005 erfolgten 37 Testflüge, von denen 35 als erfolgreich eingestuft wurden. Am 22. April 2005 erhielt Boeing einen ersten Produktionsvertrag, am 22. Mai 2006 lieferte die Firma das erste SDB-I-System aus der Serienfertigung an die Luftwaffe. Die 48th Fighter Wing mit ihren F-15E in RAF Lakenheath (Großbritannien) ist seit September 2006 als erste Einheit einsatzbereit mit der GBU-39 und noch im selben Monat mit den neuen Waffen in das südwestasiatische Kriegsgebiet verlegt worden. Am 2. Oktober 2006 erklärte das Air Combat Command offiziell die Einsatzbereitschaft der Small Diameter Bomb. Die F-15 führten sie erstmals am 5. Oktober in einem Kampfeinsatz mit und setzten sie am 11. Oktober 2006 zum ersten Mal bei der Luftnahunterstützung im Irak ein.
Seit August 2006 entwickelt Boeing eine SDB-Variante, bei der die Stahlhülle des Sprengkopfes durch ein Gehäuse aus Kohlenstofffaser-Verbundmaterial ersetzt wird. Dadurch soll die als Focused Lethality Munition (FLM) (deutsch: Munition mit konzentrierter Tödlichkeit) bezeichnete Version eine gezieltere Durchschlagskraft erhalten, bei gleichzeitig geringerem Begleitschaden als bei der Standard-SDB. Für insgesamt 27 Millionen US-Dollar sollen bis Mitte 2008 zunächst 50 SDB-I-FLM für Testzwecke an die Luftwaffe geliefert werden. Boeing lieferte sie bereits bis Ende Februar 2008 aus.
Am 5. September 2007 warf erstmals eine F-22 Raptor eine Small Diameter Bomb aus ihrem internen Waffenschacht ab.
Geplant ist die Beschaffung von 24.000 Small Diameter Bombs I (GBU-39) und 2.000 Waffenträgern (BRU-61) bis 2015 für insgesamt mindestens 1,63 Milliarden US-Dollar. Die ersten beiden Baulose umfassten rund 760 Bomben und 175 Träger. Am 8. Dezember 2006 erhielt Boeing den Auftrag für das dritte Los von 1561 SDB I, 300 BRU-61 und Zubehör für 80,1 Millionen Dollar. Mit diesem dritten Baulos, das die Produktion bis September 2008 abdecken soll, beginnt die Serienfertigung der SDB in vollem Umfang.
Bis Ende Februar 2008 wurden bereits 1000 SDB I und 200 BRU-61-Waffenträger ausgeliefert, womit Boeing vor dem ursprünglichen Zeitplan liegt.
Israel setzte Bomben vom Typ GBU-39/A Anfang Januar 2009 während der Operation Gegossenes Blei im Gaza-Streifen ein, um Tunnel und unterirdische Qassam-Starter der Hamas zu zerstören.

### SDB II

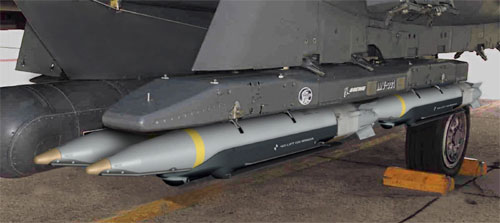
Träger mit vier SDBs an Unterflügelstation einer F-15E

Ursprünglich sollten beide Entwicklungsphasen der Small Diameter Bomb durch einen einzigen Auftrag abgedeckt werden. Da aber die US-Luftwaffe bei der Vergabe im Herbst 2003 Boeing unrechtmäßig bevorzugt hatte, protestierte der Wettbewerber Lockheed Martin nach Bekanntwerden der Umstände im November 2004 erfolgreich dagegen. Die Luftwaffe schrieb daher die Entwicklung und Produktion der SDB II neu aus. In diesem Wettbewerb trat seit April 2006 Boeing mit Lockheed Martin als Partner gegen den Konkurrenten Raytheon an. Der Prototyp von Boeing/Lockheed Martin wurde am 22. Mai 2007 erstmals abgeworfen. Der Test fand mit einer F-15E auf der Eglin Air Force Base statt. Die Entscheidung zugunsten eines Anbieters war für 2009 geplant, die Indienststellung für 2014.
An dieser Version zur Bekämpfung beweglicher Ziele ist auch die US-Marine interessiert.

### GLSDB
Zusammen mit SAAB entwickelte Boeing die Small Diameter Bomb um eine bodengestützte Version mit Raketenmotor weiter, die GLSDB (Ground-Launched Small Diameter Bomb). Die Waffe wurde so konzipiert, dass sie von der Plattform MLRS verschossen werden kann. Jedes MLRS kann zwei Abschusscontainer tragen, die mit jeweils sechs Raketen bestückt sind. Die ersten Abschusstests fanden im Jahr 2015 statt. Die Reichweite der GLSDB beträgt 150 Kilometer. Während des russisch-ukrainischen Krieges wurden GLSDB an die Ukraine geliefert. Wegen elektronischen Gegenmaßnahmen auf der russischen Seite bewährten sie sich nicht.